# Glue
glue (от англ. клей) — название ресурсных записей в доменной зоне, являющихся частью зоны. 

## Пример
(в синтаксисе BIND)
```
example.com     IN      SOA     ns.example.com. hostmaster.example.com. (
                                  2008082101
                                  3600
                                  1800
                                  604800
                                  86400 )
;
               IN      NS      ns.example.com.
               IN      NS      ns2.example.com.
               IN      NS      name.sample.net.
               IN      MX      10 relay.example.com.
               IN      MX      20 relay.sample.net.
```

Для домена example.com glue-записи это ns.example.com., ns2.example.com., name.sample.net.. Записи relay.example.com. и relay.sample.net. не являются glue.

## Ограничения
Некоторые регистраторы (например, Relcom) ограничивают количество glue-записей для NS таким образом, чтобы хотя бы одно имя было не glue